# Juwanna Mann
Juwanna Mann es una película de comedia/romántica de 2002 dirigida por Jesse Vaughan. La película es protagonizada por Miguel A. Núñez, Jr., como Jamal Jeffries, una estrella de baloncesto que se convierte en mujer después de ser expulsado del baloncesto masculino. La película también es protagonizada por Vivica A. Fox, Kevin Pollak, Tommy Davidson, Kim Wayans, Ginuwine, y J. Don Ferguson. La película fue escrita por Bradley Allenstein y producida por Bill Gerber. La película se estrenó en cines el 21 de junio de 2002.
La película fue filmada en Charlotte, Carolina del Norte, en el Coliseo Charlott y el estadio Independence. La banda sonora presenta a Diana Ross, James Brown, Mystikal, Ginuwine y Stevie Wonder.

## Trama
Sigue la historia de Jamal Jeffries (Miguel A. Núñez, Jr.), una estrella de baloncesto cuya indisciplina le obtiene mala reputación en la comunidad de baloncesto. Jamal es suspendido indefinidamente después de que se desnude en protesta de una falta en un juego. Su agente, Lorne Daniels (Kevin Pollak) no tiene éxito al hacerlo entrar a un nuevo equipo, y no lo quiere como cliente. Jamal sin trabajo, y sin ningunas otras habilidades decide vestirse como una mujer para jugar para Charlotte Banshees. Jamal rápidamente se convierte en una estrella en la cancha, y su actitud cambia drásticamente también. Aprende a jugar con equipo en lugar de solo. Sin embargo, se descubre en un juego cuando Jamal decide encestar la bola y se rompe el tablero. En la excitación por anotar, Jamal pierde su peluca revelando que es Jamal Jeffries. La película termina con Jamal Jeffries siendo reintegrado a UBA (versión ficticia de la NBA) gracias al apoyo de sus excompañeras de equipo de WUBA. Michelle le da un anillo de campeonato y un beso.

## Elenco
- Miguel A. Núñez, Jr. como Jamal Jefferies aka Juwanna Mann.
- Vivica A. Fox como Michelle Langford.
- Kevin Pollak como Lorne Daniels.
- Ginuwine como Romeo.
- Tommy Davidson como Puff Smokey Smoke.
- J. Don Ferguson como UBA Referee.
- Jenifer Lewis como Tía Ruby.
- Kim Wayans como Latisha Jansen.

## Recepción
Juwanna Mann no fue bien recibida por los críticos, obteniendo un 9% en Rotten Tomatoes. El consenso del sitio es que "Con su premisa cansada, Juwanna Man cae."